# Élections au Parlement de Galice de 2012
Les élections au Parlement de Galice de 2012 (en espagnol : elecciones al Parlamento de Galicia de 2012, en galicien : eleccións ao Parlamento de Galicia de 2012) se tiennent de manière anticipée le dimanche 21 octobre 2012, afin d'élire les 75 députés de la IXe législature du Parlement de Galice pour un mandat de quatre ans. Elles ont lieu le même jour que les élections au Parlement basque.
Avec une participation en baisse, le scrutin voit le Parti populaire du président de la Junte Alberto Núñez Feijóo confirmer et renforcer sa majorité absolue. Grâce à la bonne image de son chef de file et au souhait de stabilité des électeurs dans un contexte d'incertitude, le parti au pouvoir ne souffre pas dans les urnes des conséquences de la crise économique en termes de chômage et de réduction de la dépense publique. Si le Parti socialiste et le Bloc nationaliste galicien sont en net recul, l'Alternative galicienne de gauche du nationaliste historique Xosé Manuel Beiras est l'autre vainqueur du scrutin en prenant directement la troisième place des forces politiques.
Six semaines après les élections, Alberto Núñez Feijóo est investi par le Parlement pour un deuxième mandat.

## Contexte
Contrairement à l'incertitude que laissaient planer les sondages, le Parti populaire (PP) de l'ancien vice-président de la Junte, Alberto Núñez Feijóo, remporte clairement la majorité absolue lors des élections régionales du 1er mars 2009. Quatre ans après avoir conquis le pouvoir, le Parti socialiste (PSdeG-PSOE) du président de la Junte Emilio Pérez Touriño et le Bloc nationaliste galicien (BNG) du vice-président Anxo Quintana (es) sont renvoyés dans l'opposition, perdant initialement un député chacun. Finalement, le décompte des voix des expatriés permet au PSdeG-PSOE d'obtenir un représentant supplémentaire, réduisant la majorité du PP au minimum requis de 38 députés sur 75 pour gouverner seul.
Emilio Pérez Touriño dès le lendemain puis Anxo Quintana quinze jours après renoncent tour à tour à leurs responsabilités dirigeantes au sein de leurs partis respectifs, assumant la défaite de leur coalition gouvernementale. Le 16 avril, Alberto Núñez Feijóo est investi président de la Junte par le Parlement, par 38 voix pour et 37 voix contre, seul le Parti populaire lui accordant sa confiance. Il prend ses fonctions deux jours plus tard et forme son premier gouvernement le 20 avril.
Les élections municipales du 22 mai 2011 marquent la rupture de l'hégémonie socialiste dans la Galice urbaine. Le PP parvient à conquérir la majorité absolue dans trois des sept plus importantes villes de la région : La Corogne, qui connaît sa première alternance au détriment du PSOE ; Saint-Jacques-de-Compostelle, où le PP n'a gouverné qu'un an ; et Ferrol, où jamais encore un parti n'avait obtenu plus de la moitié des élus. En conséquence, le PP reprend la majorité à la députation de La Corogne. Défait dans les villes moyennes, comme O Carballiño, ancien fief de son secrétaire général Pachi Vázquez, le PSdeG-PSOE résiste à Vigo, où il progresse, ainsi qu'à Lugo et à Orense, tandis que le BNG se renforce nettement à Pontevedra, seule grande ville qu'il contrôle.
Alberto Núñez Feijóo annonce le 27 août 2012, à la suite d'une réunion extraordinaire du Conseil de la Junte, qu'il dissout le Parlement et convoque des élections anticipées pour le 21 octobre suivant. Il justifie cette décision notamment par la nécessité que la loi de finances pour 2013 soit votée et mise en œuvre par le même gouvernement alors que l'Espagne traverse une importante crise économique et qu'il souhaite éviter une période d'incertitude en faisant coïncider le scrutin avec les élections au Parlement basque, avancées à la même date par le lehendakari Patxi López.

## Mode de scrutin

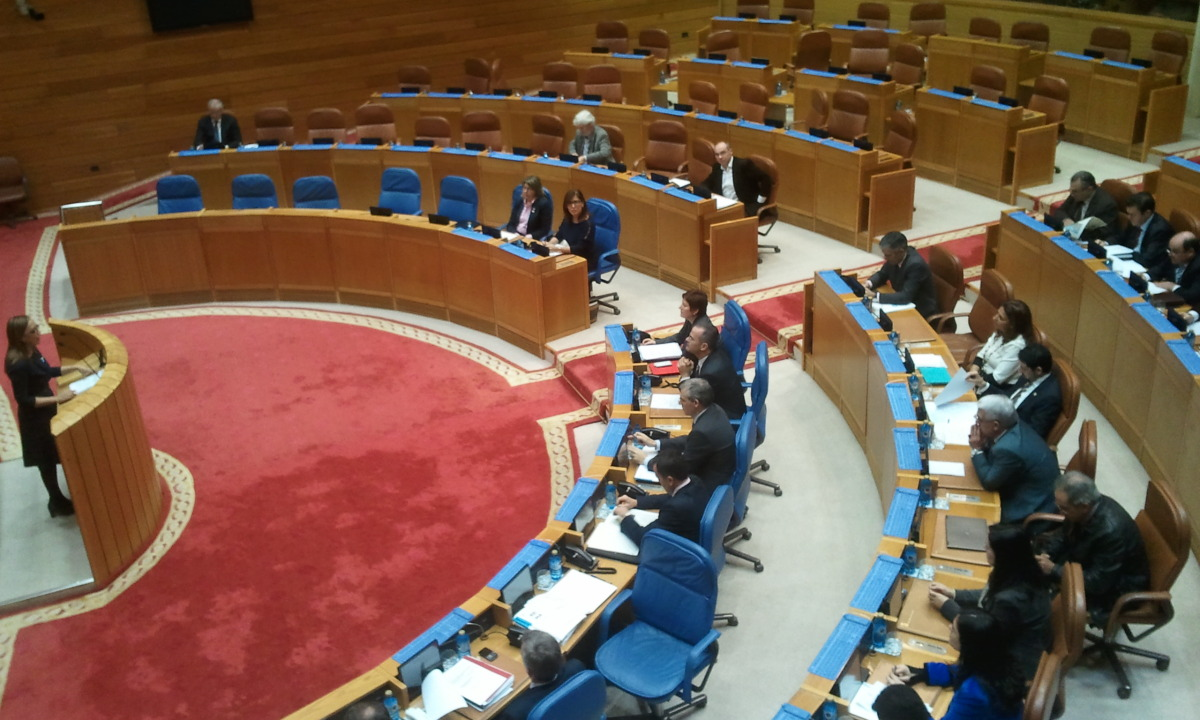
Hémicycle du Parlement de Galice.

Le Parlement de Galice (Parlamento de Galicia) est une assemblée parlementaire monocamérale constituée de 75 députés (diputados), élue pour une législature de quatre ans au suffrage universel direct selon les règles du scrutin proportionnel D'Hondt par l'ensemble des personnes résidant dans la communauté autonome où résidant momentanément à l'extérieur de celle-ci, si elles en font la demande.

### Convocation du scrutin
Conformément à l'article 11 du statut d'autonomie, le Parlement est élu pour un mandat de quatre ans. L'article 12 de la loi électorale galicienne du 13 août 1985 précise que les élections sont convoquées au moyen d'un décret du président de la Junte de Galice, publié au Journal officiel. La première disposition finale de cette même loi dispose que loi électorale relative au Congrès des députés s'applique pour tout ce qu'elle-même ne prévoit pas.

### Nombre de députés par circonscription
Puisque l'article 11 du statut d'autonomie ne prévoit aucun nombre minimal de députés, l'article 9 de la loi électorale indique que le nombre de parlementaires est fixé à 75 et attribue à chaque circonscription 10 sièges d'office, les 35 mandats restant étant distribués en fonction de la population provinciale. L'article 11 du statut énonce en effet que « Dans tous les cas, la province sera la circonscription électorale. ».
Le décret de convocation des élections, publié le 28 août 2012, dispose que les sièges sont répartis ainsi : 
| Circonscriptions | Députés |
| ---------------- | ------- |
| La Corogne       | 24      |
| Lugo             | 15      |
| Ourense          | 14      |
| Pontevedra       | 22      |

### Présentation des candidatures
Peuvent présenter des candidatures, : 
- les partis ou fédérations politiques enregistrées auprès du registre des associations politiques du ministère de l'Intérieur ;
  - ceux n'ayant pas obtenu de représentation lors du scrutin précédent doivent représenter au moins 0,1 % des inscrits ;
- les coalitions électorales de ces mêmes partis ou fédérations dûment constituées et inscrites auprès de la commission électorale au plus tard 10 jours après la convocation du scrutin ;
- et les électeurs de la circonscription, à condition de représenter au moins 1 % des inscrits.

### Répartition des sièges
Seules les listes ayant recueilli au moins 5 % des suffrages valides — ce qui inclut les bulletins blancs — dans une circonscription peuvent participer à la répartition des sièges à pourvoir dans cette circonscription, qui s'organise en suivant différentes étapes, : 
- les listes sont classées en une colonne par ordre décroissant du nombre de suffrages obtenus ;
- les suffrages de chaque liste sont divisés par 1, 2, 3... jusqu'au nombre de députés à élire afin de former un tableau ;
- les mandats sont attribués selon l'ordre décroissant des quotients ainsi obtenus.

Lorsque deux listes obtiennent un même quotient, le siège est attribué à celle qui a le plus grand nombre total de voix ; lorsque deux candidatures ont exactement le même nombre total de voix, l'égalité est résolue par tirage au sort et les suivantes de manière alternative.

## Campagne

### Principales forces politiques
| Force politique | Force politique                                                                   | Force politique | Chef de file                                 | Idéologie                                                                       | Résultats en 2009           |
| --------------- | --------------------------------------------------------------------------------- | --------------- | -------------------------------------------- | ------------------------------------------------------------------------------- | --------------------------- |
|                 | Parti populaire (es) Partido Popular                                              | PP              | Alberto Núñez Feijóo (Président de la Junte) | Centre droit à droite Libéral-conservatisme, démocratie chrétienne, galléguisme | 46,68 % des voix 38 députés |
|                 | Parti des socialistes de Galice-PSOE (gl) Partido dos Socialistas de Galicia-PSOE | PSdeG-PSOE      | Pachi Vázquez                                | Centre gauche Social-démocratie, progressisme, galléguisme                      | 31,02 % des voix 25 députés |
|                 | Bloc nationaliste galicien (gl) Bloque Nacionalista Galego                        | BNG             | Francisco Jorquera                           | Gauche Nationalisme galicien, nationalisme de gauche, socialisme démocratique   | 16,01 % des voix 12 députés |
|                 | Alternative galicienne de gauche (gl) Alternativa Galega de Esquerda              | EU-ANOVA        | Xosé Manuel Beiras                           | Gauche Socialisme, écologie politique, galléguisme                              | 0,97 % des voix 0 député    |

## Résultats

### Participation
| Taux de participation | En 2009 | En 2012 | Différence |
| --------------------- | ------- | ------- | ---------- |
| à 12 heures           | 16,10 % | 12,74 % | 3,36       |
| à 17 heures           | 49,34 % | 42,52 % | 6,82       |
| à 20 heures           | 70,43 % | 63,42 % | 7,01       |
| Final                 | 64,43 % | 54,91 % | 9,52       |

### Voix et sièges

#### Total régional
|                          |                                                         |           |        |       |        |               |  |  |  |
| Parti                    | Parti                                                   | Voix      | %      | +/-   | Sièges | +/-           |  |  |  |
|                          | Parti populaire (PP)                                    | 661 281   | 45,79  | 0,89  | 41     | 3             |  |  |  |
|                          | Parti des socialistes de Galice-PSOE (PSdeG-PSOE)       | 297 584   | 20,61  | 10,41 | 18     | 7             |  |  |  |
|                          | Alternative galicienne de gauche (EU-ANOVA)             | 200 828   | 13,90  | 12,93 | 9      | 9             |  |  |  |
|                          | Bloc nationaliste galicien (BNG)                        | 146 027   | 10,11  | 5,90  | 7      | 5             |  |  |  |
|                          | Union, progrès et démocratie (UPyD)                     | 21 335    | 1,47   | 0,06  | 0      | en stagnation |  |  |  |
|                          | Sièges en blanc (EB)                                    | 17 141    | 1,18   | Nv    | 0      | en stagnation |  |  |  |
|                          | Société civile et démocratie (SCD)                      | 15 990    | 1,10   | Nv    | 0      | en stagnation |  |  |  |
|                          | Engagement pour la Galice (CxG)                         | 14 586    | 1,01   | 0,10  | 0      | [ b ]         |  |  |  |
|                          | Parti animaliste contre la maltraitance animale (PACMA) | 8 041     | 0,55   | Nv    | 0      | en stagnation |  |  |  |
|                          | Démocratie d'Orense (DO)                                | 4 245     | 0,29   | 0,23  | 0      | en stagnation |  |  |  |
|                          | Parti de la Terre (PT)                                  | 3 131     | 0,21   | Nv    | 0      | en stagnation |  |  |  |
|                          | Communistes de Galicie-PCPE (CdG-PCPE)                  | 1 664     | 0,11   | Nv    | 0      | en stagnation |  |  |  |
|                          | Unification communiste de l'Espagne (UCE)               | 1 556     | 0,10   | Nv    | 0      | en stagnation |  |  |  |
|                          | Pirates de Galicie (Pirata.gal)                         | 1 551     | 0,10   | Nv    | 0      | en stagnation |  |  |  |
|                          | Centre démocrate libéral (CDL)                          | 1 455     | 0,10   | Nv    | 0      | en stagnation |  |  |  |
|                          | Autres partis                                           | 8 985     | 0,62   | –     | 0      | en stagnation |  |  |  |
|                          | Blancs                                                  | 38 448    | 2,66   | 1,00  |        |               |  |  |  |
|                          |                                                         |           |        |       |        |               |  |  |  |
| Suffrages exprimés       | Suffrages exprimés                                      | 1 443 848 | 97,47  |       |        |               |  |  |  |
| Votes invalides          | Votes invalides                                         | 37 531    | 2,53   |       |        |               |  |  |  |
| Total                    | Total                                                   | 1 481 379 | 100,00 | –     | 75     | en stagnation |  |  |  |
| Abstentions              | Abstentions                                             | 1 216 338 | 45,09  |       |        |               |  |  |  |
| Inscrits / participation | Inscrits / participation                                | 2 697 717 | 54,91  |       |        |               |  |  |  |

#### Par circonscription
| Circonscription | Circonscription | La Corogne | La Corogne | La Corogne | La Corogne    | Lugo    | Lugo    | Lugo   | Lugo          | Ourense | Ourense | Ourense | Ourense       | Pontevedra | Pontevedra | Pontevedra | Pontevedra    |
| --------------- | --------------- | ---------- | ---------- | ---------- | ------------- | ------- | ------- | ------ | ------------- | ------- | ------- | ------- | ------------- | ---------- | ---------- | ---------- | ------------- |
|                 |                 |            |            |            |               |         |         |        |               |         |         |         |               |            |            |            |               |
| Sièges          | Sièges          | 24         | 24         | 24         | en stagnation | 15      | 15      | 15     | en stagnation | 14      | 14      | 14      | en stagnation | 22         | 22         | 22         | en stagnation |
|                 |                 |            |            |            |               |         |         |        |               |         |         |         |               |            |            |            |               |
|                 |                 | Nombre     | Nombre     | %          | %             | Nombre  | Nombre  | %      | %             | Nombre  | Nombre  | %       | %             | Nombre     | Nombre     | %          | %             |
| Inscrits        | Inscrits        | 1 088 796  | 1 088 796  | 100,00     | 100,00        | 350 946 | 350 946 | 100,00 | 100,00        | 363 990 | 363 990 | 100,00  | 100,00        | 893 985    | 893 985    | 100,00     | 100,00        |
| Abstentions     | Abstentions     | 495 438    | 495 438    | 45,50      | 45,50         | 154 413 | 154 413 | 44,00  | 44,00         | 176 553 | 176 553 | 48,50   | 48,50         | 389 934    | 389 934    | 43,62      | 43,62         |
| Votants         | Votants         | 593 358    | 593 358    | 54,50      | 54,50         | 196 533 | 196 533 | 56,00  | 56,00         | 187 437 | 187 437 | 51,50   | 51,50         | 504 051    | 504 051    | 56,38      | 56,38         |
| Nuls            | Nuls            | 13 621     | 13 621     | 2,30       | 2,30          | 5 609   | 5 609   | 2,85   | 2,85          | 4 340   | 4 340   | 2,32    | 2,32          | 13 961     | 13 961     | 2,77       | 2,77          |
| Exprimés        | Exprimés        | 579 737    | 579 737    | 97,70      | 97,70         | 190 924 | 190 924 | 97,15  | 97,15         | 183 097 | 183 097 | 97,68   | 97,68         | 490 090    | 490 090    | 97,23      | 97,23         |
|                 |                 |            |            |            |               |         |         |        |               |         |         |         |               |            |            |            |               |
| Partis          | Partis          | Voix       | %          | Sièges     | +/−           | Voix    | %       | Sièges | +/−           | Voix    | %       | Sièges  | +/−           | Voix       | %          | Sièges     | +/−           |
|                 | PP              | 263 167    | 45,39      | 13         | 1             | 98 284  | 51,47   | 9      | 1             | 90 026  | 49,16   | 8       | 1             | 209 804    | 42,80      | 11         | en stagnation |
|                 | PSdeG-PSOE      | 108 886    | 18,78      | 5          | 3             | 43 370  | 22,71   | 4      | 1             | 43 340  | 23,67   | 4       | 1             | 101 988    | 20,81      | 5          | 2             |
|                 | EU-ANOVA        | 96 278     | 16,60      | 4          | 4             | 19 639  | 10,28   | 1      | 1             | 14 245  | 7,78    | 1       | 1             | 70 666     | 14,41      | 3          | 3             |
|                 | BNG             | 55 716     | 9,61       | 2          | 2             | 16 622  | 8,70    | 1      | 1             | 15 492  | 8,46    | 1       | 1             | 58 197     | 1,87       | 3          | 1             |
|                 | UPyD            | 10 438     | 1,80       | 0          | en stagnation | 1 730   | 0,90    | 0      | en stagnation | 1 151   | 0,62    | 0       | en stagnation | 8 016      | 1,63       | 0          | en stagnation |
|                 | EB              | 8 709      | 1,50       | 0          | en stagnation | 1 440   | 0,75    | 0      | en stagnation | 2 079   | 1,13    | 0       | en stagnation | 4 913      | 1,00       | 0          | en stagnation |
|                 | SCD             | 2 824      | 0,48       | 0          | en stagnation | 623     | 0,32    | 0      | en stagnation | 2 938   | 1,60    | 0       | en stagnation | 9 605      | 1,95       | 0          | en stagnation |
|                 | CxG             | 5 503      | 0,94       | 0          | en stagnation | 1 173   | 0,61    | 0      | en stagnation | 3 270   | 1,78    | 0       | en stagnation | 4 640      | 0,94       | 0          | en stagnation |
|                 | Autres          | 10 727     | 1,85       |            |               | 3 007   | 1,57    |        |               | 6 523   | 3,56    |         |               | 10 371     | 2,12       |            |               |
|                 | Blanc           | 17 489     | 3,02       | 5 036      | 2,64          | 4 033   | 2,20    | 11 890 | 2,43          |         |         |         |               |            |            |            |               |

## Analyse

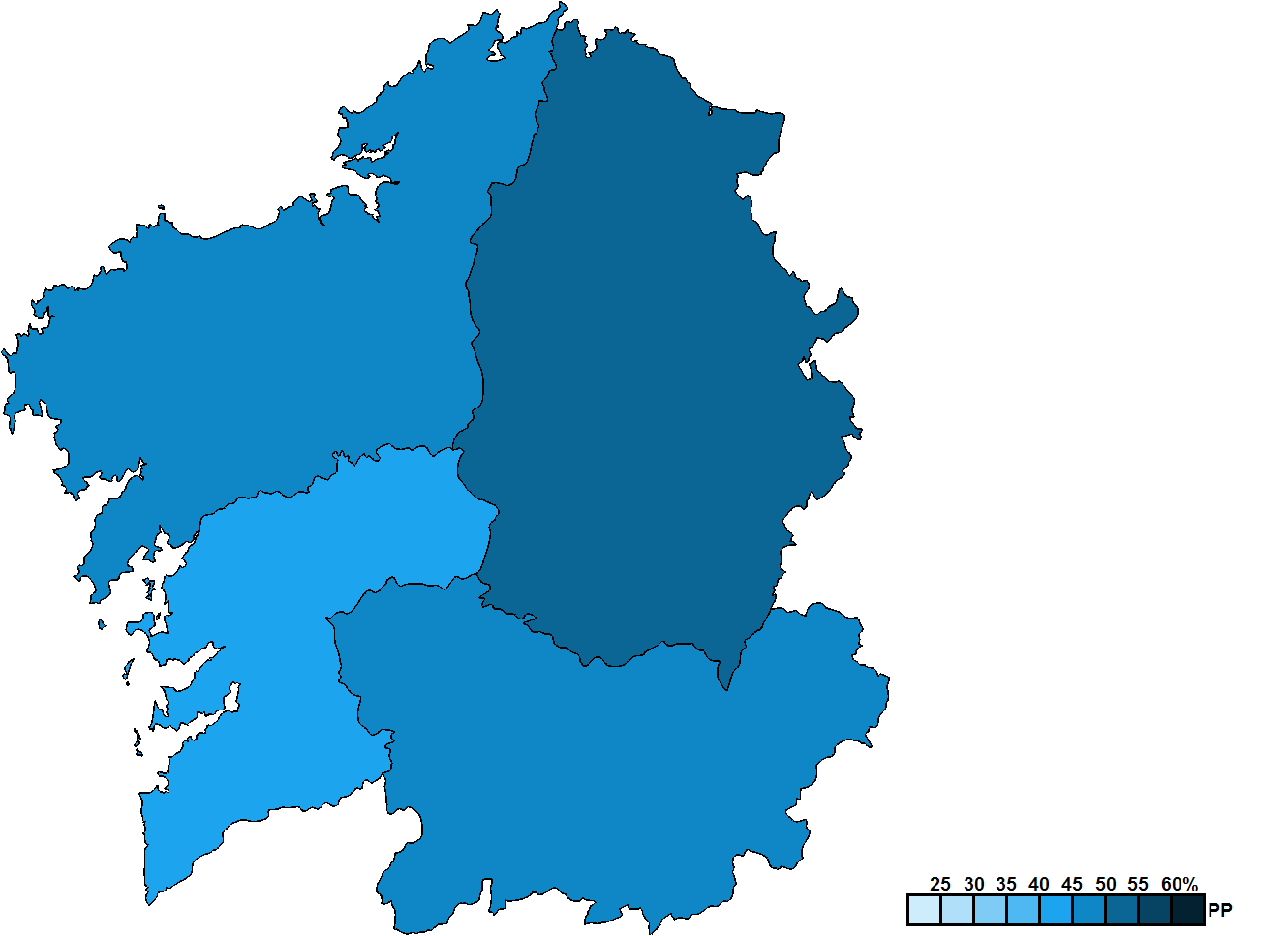
Parti arrivé en tête par circonscription et intensité de son score.

En dépit des conséquences économiques et sociales de la crise économique et de l'impopularité du président du gouvernement espagnol Mariano Rajoy, le Parti populaire (PP) du président de la Junte Alberto Núñez Feijóo conserve et renforce sa majorité absolue, remportant 41 députés, soit 3 sièges de plus qu'en 2009, bien qu'il perde environ 145 000 voix. Il bénéficie à la fois de la bonne image de son candidat et du souhait de stabilité de l'électorat face à la crise et à la possibilité d'accession au pouvoir d'une coalition multipartite de gauche, trois ans après l'échec de la précédente, marquée par les divisions et les tensions internes.
Avec 9 députés, l'Alternative galicienne de gauche (EU-ANOVA), surnommée « la SYRIZA galicienne », est l'autre grand vainqueur du scrutin. Captant des voix aussi bien du Parti socialiste (PSdeG-PSOE) que du Bloc nationaliste galicien (BNG), cette alliance entre le nationaliste historique Xosé Manuel Beiras, qui revient au Parlement après sept ans d'absence, et la quasi-inexistante Esquerda Unida (EU) de Yolanda Díaz engrange plus de 200 000 voix et devient la troisième force politique de la communauté autonome. Le Parti socialiste de Pachi Vázquez perd huit députés et recule de 235 000 voix, tandis que le Bloc nationaliste de Francisco Jorquera abandonne 125 000 suffrages et se contente de sept députés, à peine deux de plus que lors des élections de 1985, où il était conduit par Xosé Manuel Beiras. Le succès de ce dernier est particulièrement visible dans les zones urbaines, puisqu'il devance le PSdeG-PSOE à La Corogne et Saint-Jacques-de-Compostelle et manque de le faire à deux voix près à Ferrol. La circonscription de La Corogne, habituel territoire favorable au Parti socialiste, lui fait cette fois-ci défaut avec trois représentants en moins,.
Si l'abstention hors expatriés reste contenue, en dépit des craintes des acteurs politiques et de la forte baisse de la participation à 17 heures, le mécontentement d'une partie des électeurs s'exprime par les votes blancs et nuls, qui représentent plus de 5 % des bulletins glissés dans l'urne. Parmi les émigrés, seulement 3,25 % prennent part au vote au cours du premier scrutin galicien convoqué après la réforme de la loi électorale rendant plus complexe le vote des résidents à l'étranger, et le PP s'impose largement avec plus de 49 % des suffrages exprimés.

## Conséquences
Le 29 novembre 2012, Alberto Núñez Feijóo est investi président de la Junte pour un deuxième mandat par le Parlement, par 41 voix pour et 34 voix contre, seul le Parti populaire lui accordant sa confiance. Il prête serment et entre en fonction deux jours plus tard, en présence notamment de la vice-présidente du gouvernement espagnol, Soraya Sáenz de Santamaría et préside à l'assermentation de son deuxième exécutif, constitué de huit membres, le 3 décembre.